# Ali Lankoandé
Ali Lankoandé és un polític burkinabès i membre del Partit per la Democràcia i el Progrés / Partit Socialista (PDP/PS).
Corrent com a candidat presidencial del PDP/PS a les eleccions del 13 de novembre del 2005, Lankoandé va quedar 6sè dels 13 candidats, rebent l'1,74% dels vots.